# Icaricia icarioides
Icaricia icarioides är en fjärilsart som beskrevs av Jean Baptiste Boisduval 1852. Icaricia icarioides ingår i släktet Icaricia och familjen juvelvingar. Inga underarter finns listade i Catalogue of Life.

## Bildgalleri

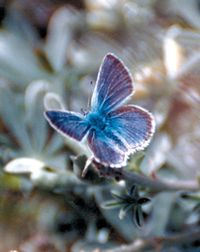
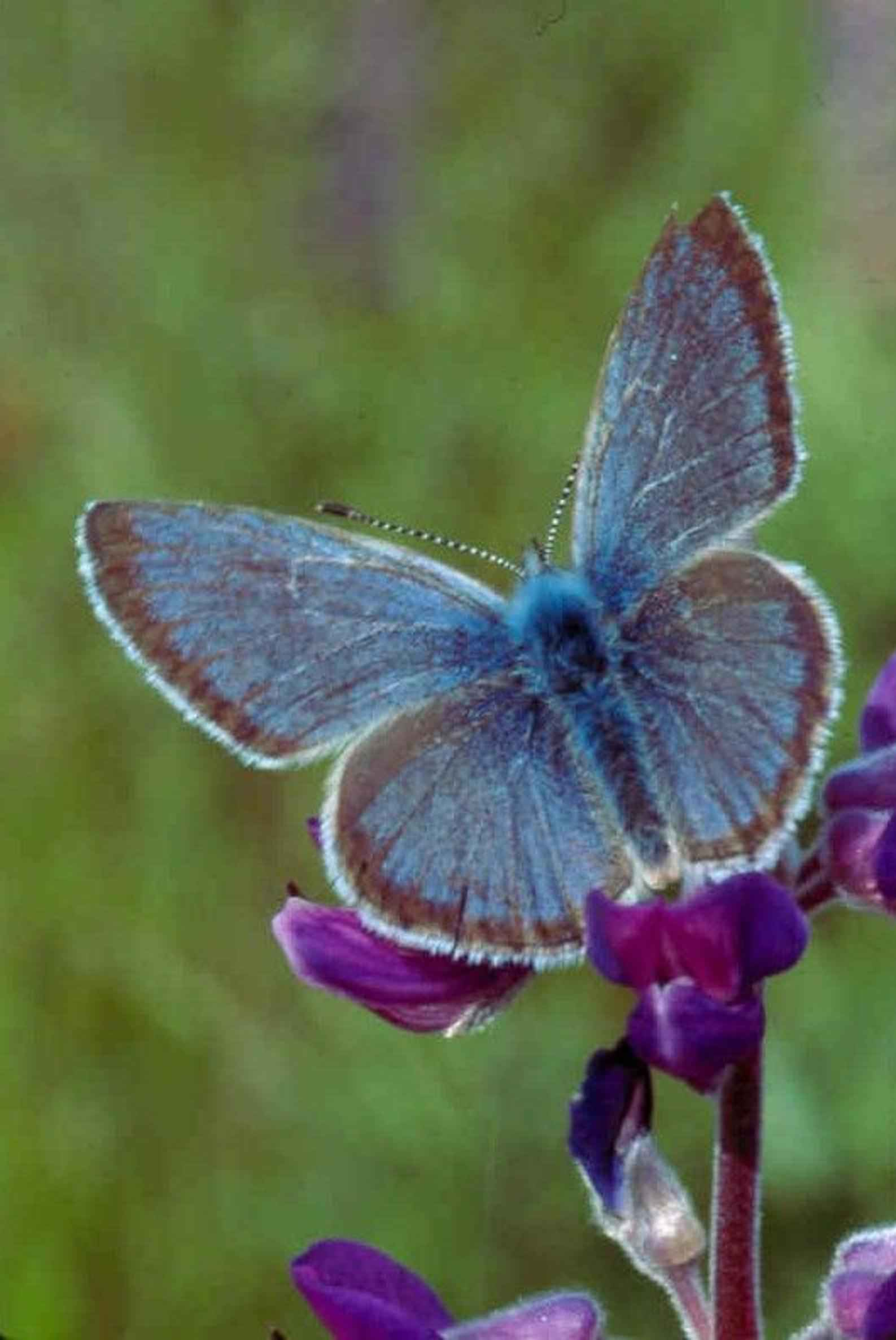